# Zuidelijke geelsnaveltok

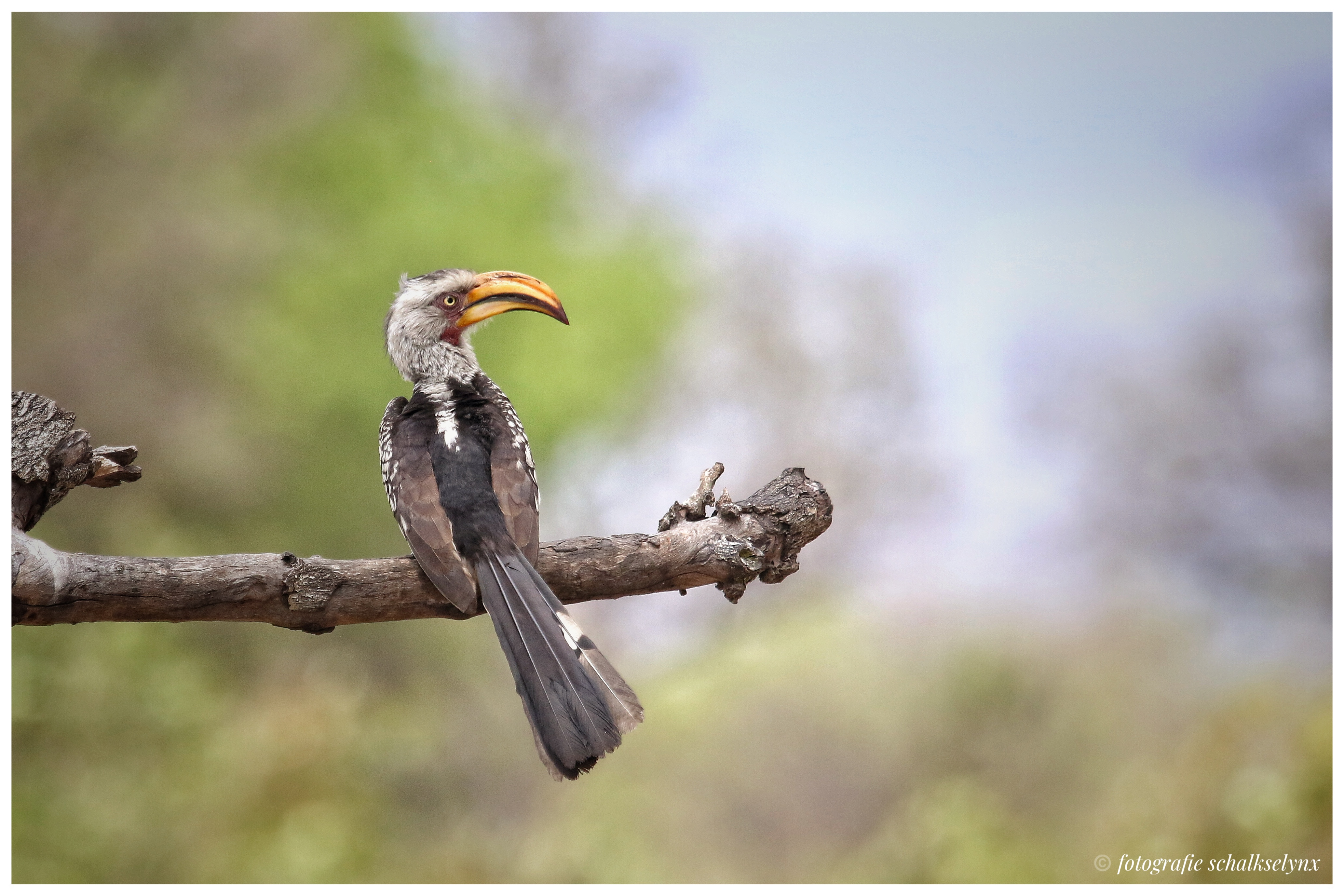
Deze vogels zijn niet schuw en komen dicht tegen de mensen, vooral op plaatsen in het Krugerpark waar gegeten wordt.

De zuidelijke geelsnaveltok (Tockus leucomelas) is een middelgrote vogel uit de familie van de neushoornvogels die in Zuidelijk Afrika leeft. Het is een wijdverspreide vogel, die goed tegen een droge omgeving kan. De zuidelijke geelsnaveltok lijkt sterk op de Ethiopische geelsnaveltok; de zuidelijke werd als een ondersoort beschouwd: T. flavirostris leucomelas.

## Uiterlijk
De afmeting van de vogel varieert tussen de 50 en 60 centimeter en hij heeft een karakteriserende grote oranje-gele snavel. Ook de ogen zijn geel; de buik is wit en de nek is grijs. De huid rond de ogen is rozeachtig van kleur. De zwartbruine vleugels zijn wit gevlekt en de staart is donkerbruin. Er is vrijwel geen onderscheid te zien tussen mannetjes en vrouwtjes.

## Voortplanting
De vrouwtjes leggen drie tot vier eitjes die ongeveer 25 dagen worden bebroed. Het duurt ongeveer anderhalve maand voordat de juvenielen volgroeid zijn.

## Voedsel
Ze foerageren hoofdzakelijk op de grond, waar ze zich voeden met vruchten, zaden, kleine insecten, spinnen en schorpioenen. In het droge seizoen gaat de voorkeur uit naar termieten en mieren.

## Verspreidingsgebied
De zuidelijke geelsnaveltok is inheems in Angola, Botswana, Malawi, Mozambique, Namibië, Swaziland, Zambia, Zimbabwe en Zuid-Afrika.
De soort telt 2 ondersoorten:
- T. l. elegans: zuidwestelijk Angola.
- T. l. leucomelas: van Namibië tot westelijk Mozambique en noordelijk Zuid-Afrika.

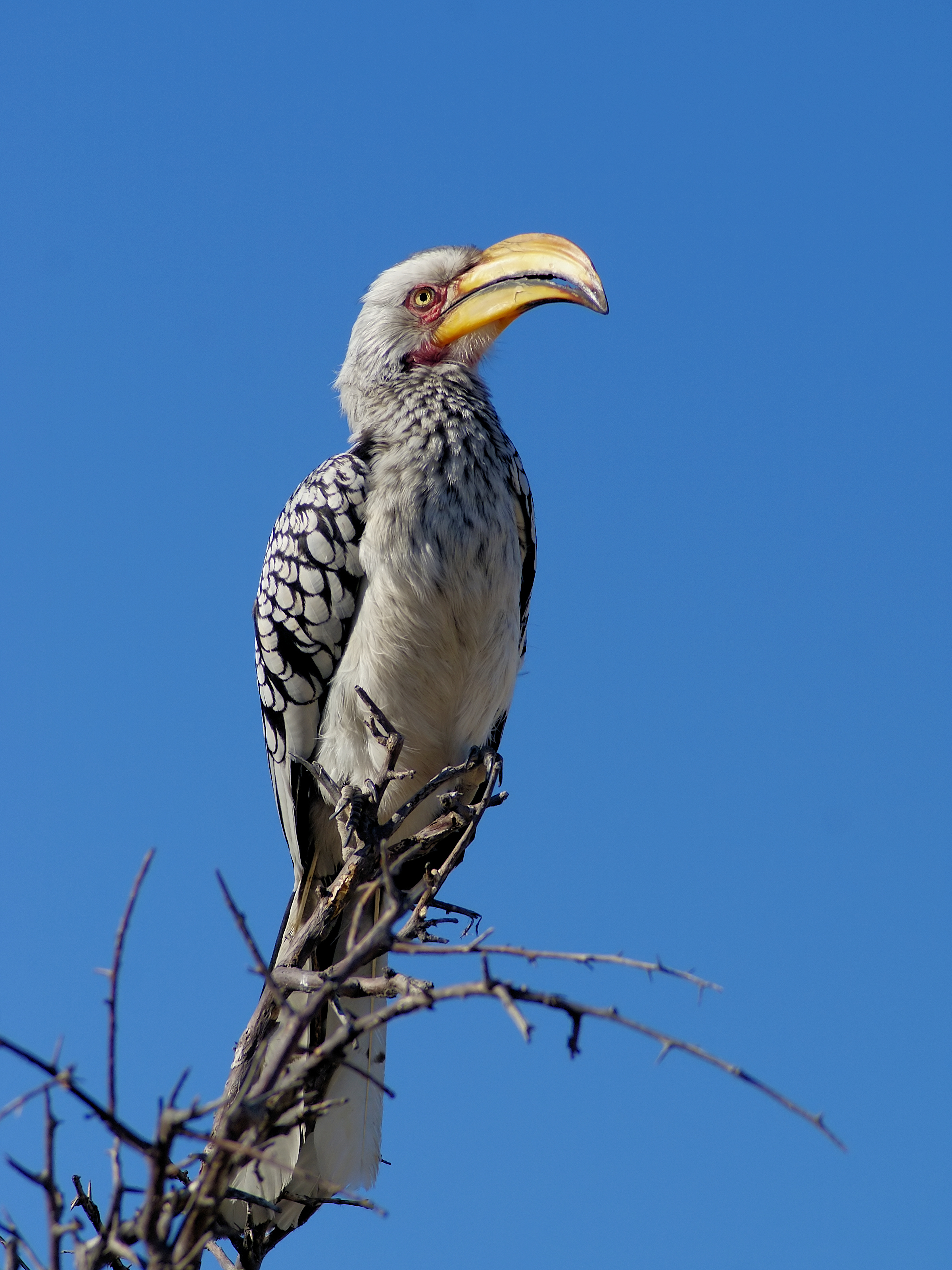
Nationaal park Etosha, Namibië.
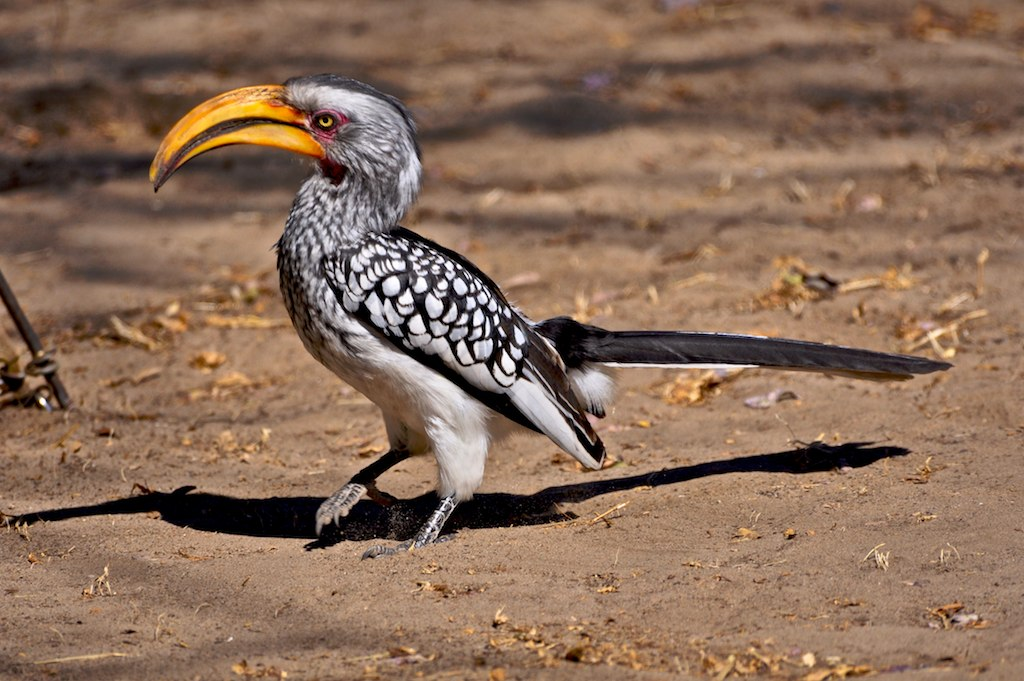
Kalahari woestijn, Botswana
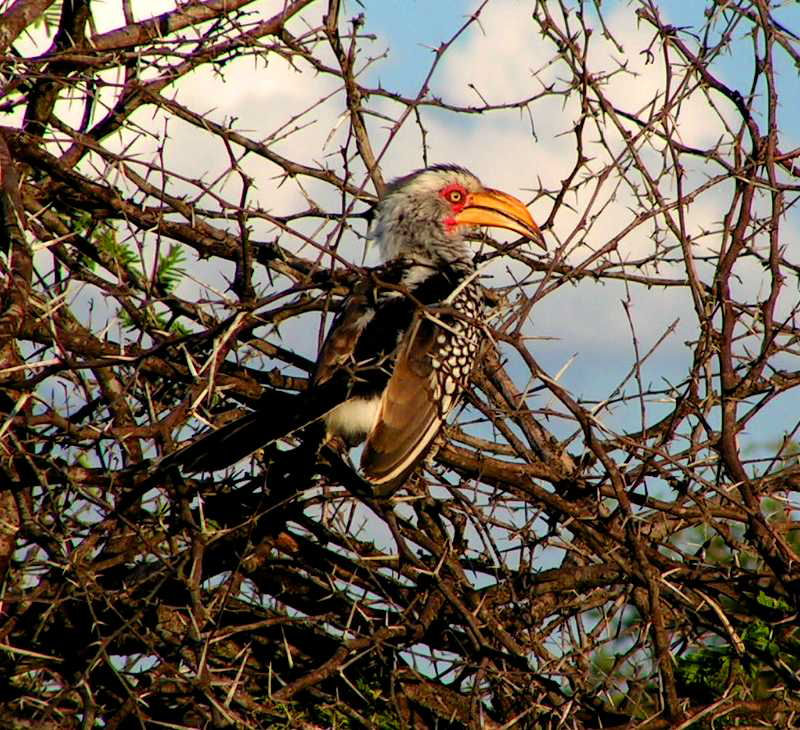
Kruger Nationaal Park, Zuid-Afrika
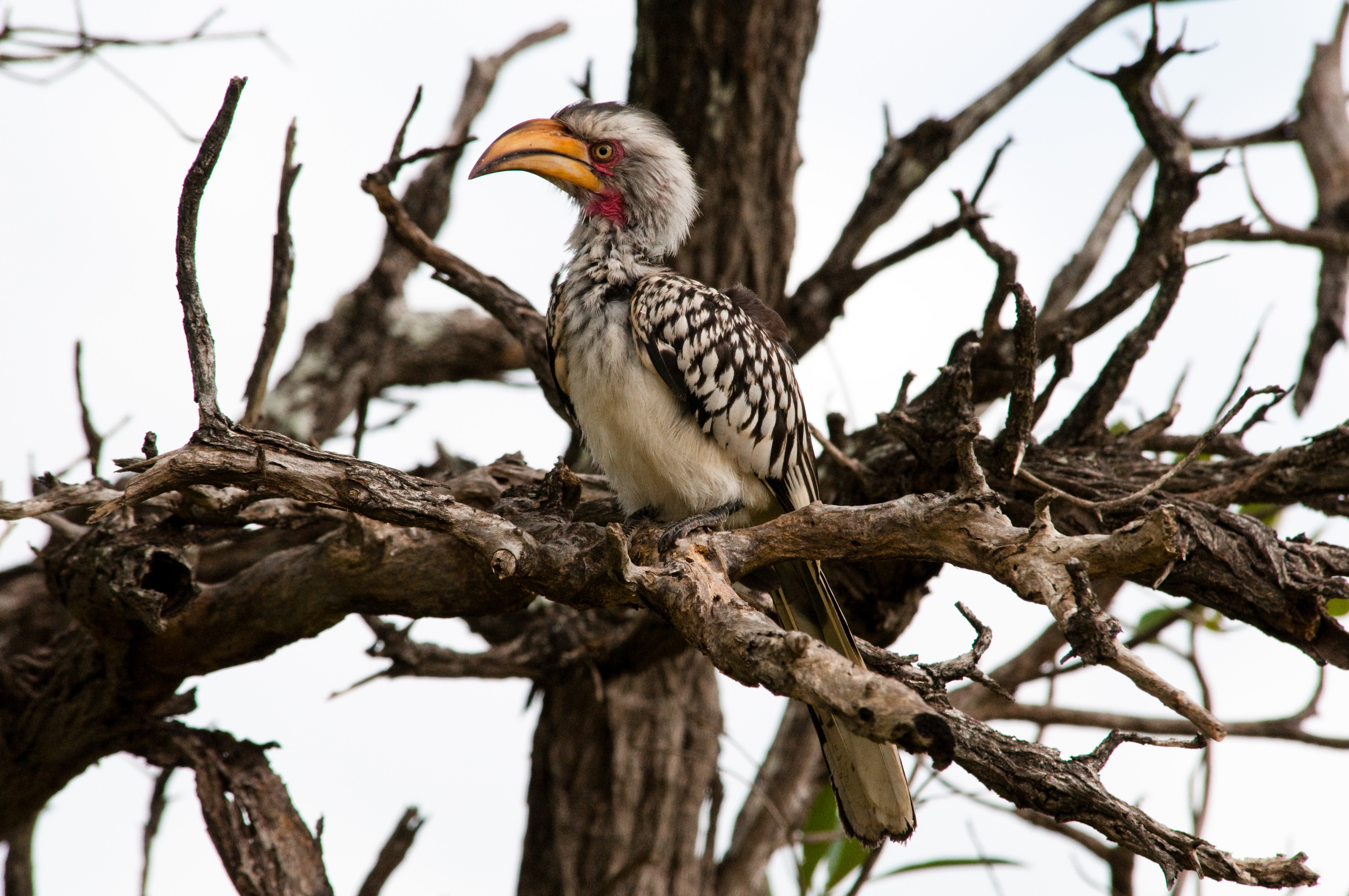
Kruger Nationaal Park, Zuid-Afrika